# Allochernes tucanus
Allochernes tucanus är en spindeldjursart som beskrevs av Beier 1959. Allochernes tucanus ingår i släktet Allochernes och familjen blindklokrypare. Inga underarter finns listade i Catalogue of Life.